# Ochna inermis
Ochna inermis är en tvåhjärtbladig växtart som först beskrevs av Peter Forsskål, och fick sitt nu gällande namn av Georg August Schweinfurth. Ochna inermis ingår i släktet Ochna och familjen Ochnaceae. Inga underarter finns listade i Catalogue of Life.